# Kondamvaripalli, Bagepalli
Kondamvaripalli là một làng thuộc tehsil Bagepalli, huyện Chikkaballapur, bang Karnataka, Ấn Độ.